# دانیل کامارگو باربوسا
دانیل کامارگو باربوسا (زاده ۲۲ ژانویه ۱۹۳۰ – درگذشته ۱۳ نوامبر ۱۹۹۴) قاتل زنجیره‌ای کلمبیایی بود. او همچنین به عنوان ال چارکیتوی سادیست (اسپانیایی: El sádico del charquito‎) شناخته می‌شد و یکی از پرکارترین قاتلان زنجیره‌ای تاریخ است. به اعتفاد عموم او در طول دهه‌های ۱۹۷۰ و ۱۹۸۰ به ۱۸۰ دختر جوان در کلمبیا و اکوادور تجاوز کرده و آنها را به قتل رسانده‌است.

## زندگی
مادر کامارگو قبل از این که او حتی به یک سالگی برسد، از دنیا رفت و او رابطهٔ عاطفی چندان نزدیکی با پدر خود نداشت. پس از مرگ مادرش، پدرش با زن دیگری به نام دیوسلینا فرناندز ازدواج کرد که مشکل ناباروری داشت. این موضوع باعث شد که نامادری جدیدش با دانیل بدرفتاری کند و به روش‌های مختلف دست به تحقیر او بزند؛ مثلاً به او لباس دخترانه می‌پوشاند و او را مجبور می‌کرد با همان لباس به مدرسه برود و همین موضوع باعث می‌شد دانیل مورد تحقیر و تمسخر همسالان و همکلاسی‌هایش قرار بگیرد. علیرغم این مشکلات، دانیل به عنوان یک دانش‌آموز عالی در مدرسه لئون سیزدهم در بوگوتا با ضریب هوشی ۱۱۶ مورد توجه قرار گرفت. با این حال، زمانی که برای کمک مالی به خانواده‌اش مجبور به ترک تحصیل شد، میل او به ادامهٔ تحصیل نیز کم‌کم رنگ باخت.

## جرایم و حبس
او برای اولین بار در ۲۴ مه ۱۹۵۸ در بوگوتا به دلیل دزدی خرد دستگیر شد.
کامارگو با زنی به نام آلسیرا ازدواج کرد و از این ازدواج صاحب دو فرزند شد. او بعداً عاشق زن دیگری به نام اسپرانزا (۲۸ ساله) شد که قصد داشت با او ازدواج کند، اما بعد متوجه شد که او باکره نیست. این مسئله ریشهٔ تثبیت شخصیت کامارگو شد. او و اسپرانزا توافق کردند که اگر او در یافتن دختران باکرهٔ دیگری برای رابطهٔ جنسی به او کمک کند، به رابطه با او ادامه خواهد داد.. این مسئله آغاز یک دوره از مشارکت‌های آنها در قتل بود. اسپرانزا همدست کامارگو بود و دختران جوان را به بهانه‌های واهی به آپارتمانی می‌کشاند و سپس با خوراندان قرص‌های خواب ثانویه سدیم آنها را در موقعیتی بی‌دفاع قرار می‌داد تا کامارگو به آنها تجاوز کند. کامارگو به این روش پنج مورد تجاوز جنسی را مرتکب شد، اما هیچ‌یک از این دختران را نکشت. پنجمین کودکی که به این شکل مورد آزار و اذیت قرار گرفت، جنایت را گزارش کرد و کامارگو و اسپرانزا هر دو دستگیر و به زندان‌های جداگانه منتقل شدند. کامارگو در ۱۰ آوریل ۱۹۶۴ به اتهام تجاوز جنسی در کلمبیا محکوم شد
یک قاضی کامارگو را به سه سال زندان محکوم کرد و کامارگو در ابتدا به خاطر نرمش قاضی قدردان بود و سوگند یاد کرد که توبه کند و رفتار خود را اصلاح کند. با این حال، قاضی جدید بر این پرونده اولویت داده شد و کامارگو به هشت سال زندان محکوم شد. این امر خشمی سرکش را در کامارگو برانگیخت. او دوران محکومیت خود را به‌طور کامل سپری کرد و سپس آزاد شد.
در سال ۱۹۷۳ او در برزیل به دلیل نداشتن مدرک دستگیر شد. به دلیل تأخیر در ارسال سوابق جنایی کامارگو از کلمبیا، وی با هویت جعلی خود از برزیل اخراج و آزاد شد. هنگامی که به کلمبیا بازگشت، به عنوان یک فروشنده خیابانی در بارانکیا مشغول به کار شد و مانیتورهای تلویزیون می‌فروخت. یک روز هنگام گذر از کنار مدرسه، دختر ۹ ساله ای را ربود و این بار پس از تجاوز به قربانی خود، او را به قتل رساند تا مانند قربانی قبلی نتواند به پلیس اطلاع دهد. این اولین حمله او با قتل بود.
کامارگو در ۳ می ۱۹۷۴ در بارانکیا، کلمبیا، هنگامی که به صحنه جنایت بازگشت تا صفحه‌های تلویزیونی را که در کنار قربانی گذاشته بود، بازگرداند، دستگیر شد. با وجود این که کامارگو به بیش از ۸۰ دختر در کلمبیا تجاوز کرده و آنها کشته‌است، اما پس از محکوم شدن به تجاوز و قتل تنها یک دختر ۹ ساله در کلمبیا زندانی شد. او ابتدا ۳۰ سال حبس گرفت، اما این حکم به ۲۵ سال کاهش یافت و در ۲۴ دسامبر ۱۹۷۷ در زندان جزیره گورگونا بازداشت شد.

## فرار از کلمبیا به اکوادور
در نوامبر ۱۹۸۴ کامارگو پس از مطالعهٔ دقیق جریان‌های اقیانوسی با یک قایق بدوی از زندان گورگونا (معروف به آلکاتراز کلمبیایی) فرار کرد. مقامات فکر کردند که او در دریا مرده‌است و مطبوعات گزارش دادند که او خوراک کوسه‌ها شده‌است. اما او در نهایت به کیتو، اکوادور رسید. سپس در ۵ یا ۶ دسامبر ۱۹۸۴ با اتوبوس به گوایاکیل رفت او در ۱۸ دسامبر یک دختر ۹ ساله را از شهر کوودو، در استان لوس ریوس، اکوادور ربود. روز بعد یک دختر ۱۰ ساله نیز ناپدید شد.
از سال ۱۹۸۴ تا ۱۹۸۶ کامارگو دست کم ۵۴ مورد تجاوز جنسی و قتل را در گوایاکیل مرتکب شد. پلیس در ابتدا بر این باور بود که همهٔ مرگ‌ها کار یک باند تبهکاری است و هیچ نمی‌دانستند که یک مرد می‌تواند این همه انسان را بکشد. کامارگو در خیابان‌ها می‌خوابید و با پولی که از فروش مجدد خودکار در خیابان‌ها به دست می‌آورد، زندگی را می‌گذراند. او گهگاه با فروش لباس یا اشیای قیمتی کوچک متعلق به قربانیان خود درآمد خود را تکمیل می‌کرد.

## روش عمل
کامارگو دخترانی ب پناه، جوان و متعلق به طبقهٔ فرودست را به عنوان قربانی انتخاب می‌کرد و به آنها نزدیک می‌شد و وانمود می‌کرد یک خارجی است که باید کشیش پروتستانی را در کلیسایی در حومهٔ شهر پیدا کند. او توضیح می‌داد که باید مبلغ زیادی پول تحویل دهد و می‌گفت اگر برای نشان دادن راه او را همراهی کنند، به آنها جایزه داد. او وانمود می‌کرد که با آن منطقه غریبه است و به احتمال اشتغال دختران در کارخانه اشاره می‌کرد. هیچ‌کس مشکوک به همراهی یک مرد مسن با دختر یا زن جوانی نبود که می‌توانست نوهٔ او باشد. کامارگو سپس وارد جنگل می‌شد و ادعا می‌کرد که به دنبال راه میانبری است تا از ایجاد سوء ظن در قربانیان خود جلوگیری کند. اگر دخترها مشکوک می‌شدند و عقب‌نشینی می‌کردند، او مانع از رفتن آنها نمی‌شد. کامارگو قبل از خفه کردن قربانیان خود به آنها تجاوز می‌کرد و گاهی اوقات هنگام مقاومت به آنها چاقو می‌زد. پس از مرگ قربانیانش، او اجساد آنها را در جنگل رها می‌کرد.

## دستگیری
کامارگو تنها چند دقیقه پس از قتل دختر ۹ ساله‌ای به نام الیزابت توسط دو پلیس در ۲۵ فوریه ۱۹۸۶ در کیتو دستگیر شد. پلیس‌ها در حال گشت‌زنی بودند و در ارتفاع خیابان لوس گرانادوس به او نزدیک شدند و به او مشکوک شدند. آنها متوجه شدند که او کیفی حاوی لباس‌های خونآلود و کلیتوریس آخرین قربانی خود و یک نسخه از جنایت و مکافات داستایوفسکی با خود حمل می‌کند. او بلافاصله بازداشت شد و بعداً برای شناسایی به گوایاکیل منتقل شد. هنگام دستگیری نام جعلی خود را مانوئل بولگارین سولیس گذاشت، اما بعداً توسط ماریا الکساندرا ولز که یکی از قربانیان تجاوز او بود که توانسته بود از چنگ او بگریزد، شناسایی شد.
دانیل کامارگو با آرامش اعتراف کرد که ۷۲ دختر را از زمان فرار از زندان کلمبیا در اکوادور کشته‌است. او مقامات را به محل تخلیهٔ قربانیانی که اجسادشان هنوز پیدا نشده بود، هدایت کرد. اجساد تکه‌تکه شده بودند. در حالی که او به مقامات اکوادور از محل اجساد و نحوهٔ انجام جنایات سادیستی گفت، هیچ احساس پشیمانی از خود بروز نداد. او پس از تجاوز به قربانیان خود، دختران را با قمه مضروب، مثله و له کرده بود. او توضیح بدبینانه‌ای برای انتخاب بچه‌ها داد. او گفت دلیل انتخاب باکره‌ها این بود که «گریه می‌کردند». و این امر ظاهراً احساس رضایت بیشتری به او داد. به گفتهٔ کامارگو، او به این دلیل دست به قتل می‌زد که می‌خواست از بی‌وفایی زنان انتقام بگیرد. او از آن‌ها متنفر بود چون فکر می‌کرد زنان آنطور که باید باشند، نیستند.

## حکم
کامارگو در سال ۱۹۸۹ مجرم شناخته شد و به ۱۶ سال زندان محکوم شد که حداکثر مجازات موجود در اکوادور در آن زمان بود. او در حین گذراندن دوران محکومیت خود در زندان گارسیا مورنو د کیتو، ادعا کرد که به مسیحیت گرویده‌است. در این ندامتگاه او با پدرو آلونسو لوپز (همچنین «هیولای آند» نامیده می‌شود) هم‌بند شد که گفته می‌شود به ۳۰۰ دختر در کلمبیا، اکوادور و پرو تجاوز کرده و آنها را کشته‌است.

## مرگ
در ۱۳ نوامبر ۱۹۹۴، کامارگو توسط جیووانی نوگرا که برادرزاده یکی از قربانیان او بود، در زندان با ضربات چاقو کشته شد. او هنگام مرگ ۶۴ سال داشت.